# Salonowa Orkiestra Camerata
Salonowa Orkiestra Camerata, to krakowska orkiestra powstała w roku 1986, specjalizująca się w muzyce salonowej XIX i pierwszej połowy XX wieku. 
Orkiestra ma w repertuarze: czardasze, polki, walce, marsze i miniatury muzyki poważnej. Camerata koncertowała przez pierwszych pięć sezonów w Austrii, zgłębiając tajniki muzyki wiedeńskiej. W Polsce, orkiestra występowała w różnych miejscach, na Wawelu, w Pałacu Łazienkowskim w Warszawie, w pałacach: myśliwskim w Antoninie koło Ostrowa Wlkp., w Jabłonnie koło Warszawy i w Pszczynie. 
Salonowa Orkiestra Camerata, wielokrotnie występował w programach telewizyjnych i radiowych, ma także w swoim dorobku nagrania studyjne. 
Członkowie zespołu to soliści orkiestr kameralnych i Filharmonii Krakowskiej. Siedzibą orkiestry jest budynek przy ul. Kazimierza Wielkiego 67/3 w Krakowie. 